# Ноллис, Уильям, 1-й граф Банбери
Уильям Ноллис (англ. William Knollys; примерно 1545 или 1547 — 25 мая 1632) — английский политик, 1-й барон Ноллис с 1603 года, 1-й виконт Уоллингфорд с 1616, 1-й граф Банбери с 1626. Принадлежал к богатому рыцарскому роду, сделал политическую карьеру в правление Елизаветы I, которой приходился двоюродным племянником. Кавалер ордена Подвязки, член Тайного совета Англии, несколько раз избирался в Палату общин. При Якове I занял место в Палате лордов. Был женат на Элизабет Говард, в глубокой старости стал номинальным отцом двух сыновей, Эдуарда и Николаса. Большинство пэров было уверено, что Элизабет родила детей от любовника, из-за чего в дальнейшем наследственные права Ноллисов были оспорены.

## Биография
Уильям Ноллис принадлежал к рыцарскому роду, известному с XV века. Сэр Роберт Ноллис (умер в 1521) был придворным, снискавшим благосклонность Генриха VII и Генриха VIII, а его сын Фрэнсис (1514—1596) много раз заседал в Палате общин. Женой Фрэнсиса стала Кэтрин Кэри, дочь богатого придворного Уильяма Кэри и Мэри Болейн, племянница королевы Анны Болейн, по слухам — внебрачная дочь короля Генриха VIII.
Уильям, родившийся примерно в 1545 или 1547 году, стал четвёртым ребёнком и вторым сыном Фрэнсиса Ноллиса и Кэтрин Кэри. Королева Елизавета, в правление которой он сделал карьеру, приходилась ему двоюродной или даже родной (по неофициальной версии) тёткой. Ноллис впервые поступил на службу в 1569 году, в чине капитана приняв участие в подавлении Северного восстания. Спустя два года он стал депутатом Палаты общин от города Стаффорд (вероятно, его избранию помог лорд-лейтенант Стаффордшира Уолтер Деверё, виконт Херефорд, женатый на его сестре Летиции). В 1572 году Уильям был избран в парламент от Трегони в Корнуолле (возможно, благодаря поддержке Фрэнсиса Рассела, 2-го графа Бедфорда), а в 1584 году вместе с отцом — от Оксфордшира.
В 1585 году Ноллис ездил в Шотландию и от лица королевы заверил Якова VI, что шотландские лорды-изгнанники не получат поддержки от английской короны. В 1586 году он сражался с испанцами в Нидерландах и 7 октября был посвящён в рыцари Робертом Дадли, графом Лестером. В 1588 году, когда испанская Непобедимая армада приближалась к берегам Англии, сэр Уильям возглавил Оксфордский и Глостерский пехотные полки. Позже он снова избирался в Палату общин (в 1593, 1597 и 1601 годах).
После смерти отца в 1596 году Ноллис унаследовал многочисленные поместья в Оксфордшире и Беркшире, стал лордом-лейтенантом этих двух графств и членом Тайного совета. В 1601 году он занял пост констебля замка Уоллингфорд. В борьбе между двумя группами влияния, графа Эссекса и Сесила, сэр Уильям долго был на стороне первого, приходившегося ему племянником. При этом он безуспешно просил Эссекса быть осторожнее. Когда граф поднял восстание, королева направила именно Ноллиса арестовать его, но сэр Уильям сам был на время арестован племянником.
В 1603 году, когда Яков VI стал королём Англии под именем Якова I, Ноллис сохранил за собой все должности и получил титул барона Ноллиса из Ротерфилд-Грейс в Оксфордшире. В 1606 году он стал казначеем дома Генри, принца Уэльского, в 1615 — кавалером ордена Подвязки, в 1616 — виконтом Уоллингфорд. В последующие годы положение сэра Уильяма ухудшилось из-за опалы Говардов, родственников его второй жены. Виконтесса Элизабет в 1617 году заявила, что немилость короля по отношению к её отцу Томасу Говарду, 1-му графу Саффолку, — следствие злобы герцога Бекингема; Яков I, узнав об этом, сказал, что не желает видеть мужа этой женщины на своей службе. Сэру Уильяму пришлось уйти со всех постов. Впрочем, он вскоре начал восстанавливать своё положение, чему очень помогло примирение с Бекингемом (1622).
Максимальных высот Ноллис достиг 18 августа 1626 года, когда ему был пожалован титул графа Банбери. По разным мнениям, этот шаг короля стал либо попыткой компенсировать сэру Уильяму отставку, либо актом благодарности за окончание вражды с Бэкингемом. Король Карл I предоставил сэру Уильяму особое преимущество «как если бы он был первым графом, получившим титул от Его Величества». Другие лорды этому воспротивились, но Карл убедил их согласиться с этим преимуществом Ноллиса, так как последний всё равно был уже стар и бездетен. Граф умер 25 мая 1632 года в Лондоне, в доме своего врача Гранта, и был похоронен в Ротерфилд-Грейс (Оксфордшир).

## Семья
Сэр Уильям был женат дважды. Его первой супругой стала Доротея Брей, дочь Эдмунда Брея, 1-го барона Брея, и Джейн Халливелл, вдова Эдмунда Бриджеса, 2-го барона Чандоса. Она умерла бездетной 31 октября 1605 года. Меньше чем через два месяца, 23 декабря, Ноллис, которому тогда было под 60, женился на 19-летней католичке Элизабет Говард, дочери Томаса Говарда, 1-го графа Саффолка, и Кэтрин Найветт. В этом браке до 1610 года родилась и умерла дочь. В 1627 году, когда сэру Уильяму было около 80, Элизабет родила сына Эдуарда, а в 1631 году — сына Николаса.
В завещании, подписанном 19 мая 1630 года, граф не упоминает сына Эдуарда. Графиня всего через пять недель после смерти мужа вступила во второй брак — с католиком Эдуардом Воксом, 4-м бароном Воксом из Херроудена; последний, по данным некоторых источников, был её женихом в 1605 году, но отказался от брака, так как его заподозрили в причастности к Пороховому заговору. Всё это вкупе с почтенным возрастом Ноллиса на момент рождения двух сыновей поставило под сомнение его отцовство. Бытовало мнение, что Эдуард Вокс многие годы был любовником Элизабет и что именно он — истинный отец обоих младших Ноллисов. В период с 1641 по 1813 годы на эту тему регулярно велись ожесточённые споры в Палате лордов и в судах. Судьи неизменно приходили к выводу, что оснований для оспаривания отцовства сэра Уильяма нет, пэры в большинстве своём утверждали, что сыновья Элизабет Ноллис — бастарды, а потому титул графа Банбери ещё в 1632 году должен был вернуться короне.
Эдуард погиб бездетным в 1645 году, Николас, заседавший в Палате лордов, умер в 1674 году. Потомки последнего по мужской линии называли себя графами Банбери, но официальных приглашений в Палату не получали ни разу. Уильям Ноллис (1763—1834), de-jure 8-й граф Банбери, в 1806 году подал прошение короне о признании за ним статуса пэра, и в 1813 году комитет по привилегиям Палаты лордов ответил ему, что он не имеет прав на титул. После этого номинальные потомки 1-го графа не настаивали на своих правах.